# Ana Paula Vergutz
Ana Paula Vergutz (Cascavel, 20 de abril de 1989) es una deportista brasileña que compite en piragüismo en la modalidad de aguas tranquilas. Ganó dos medallas de bronce en los Juegos Panamericanos en los años 2015 y 2019.

## Palmarés internacional
| Juegos Panamericanos | Juegos Panamericanos | Juegos Panamericanos | Juegos Panamericanos |
| Año                  | Lugar                | Medalla              | Competición          |
| -------------------- | -------------------- | -------------------- | -------------------- |
| 2015                 | Toronto (Canadá)     | Medalla de bronce    | K1 500 m             |
| 2019                 | Lima (Perú)          | Medalla de bronce    | K1 500 m             |